# Chatchai Butdee
Chatchai Butdee (26 marzo 1985) è un pugile thailandese.

## Palmarès
- Mondiali

Almaty 2013: bronzo nei pesi mosca.
- Campionati asiatici

Bangkok 2015: oro nei pesi gallo.
- Giochi del Sud-est asiatico

Vientiane 2009: oro nei pesi gallo.
Indonesia 2011: argento nei pesi mosca.
Naypyidaw 2013: oro nei pesi mosca.
Malesia 2017: oro nei pesi gallo.